# 10th Mountain Division (Vereinigte Staaten)
Die 10th Mountain Division (deutsch 10. US-Gebirgsdivision) ist eine leichte Infanteriedivision der United States Army. Sie hat ihr Hauptquartier derzeit in Fort Drum, New York, und untersteht dem XVIII. US-Luftlandekorps.

## Geschichte

### Aufstellung
Die Erfolge der finnischen Skitruppen gegen die Rote Armee im Winterkrieg 1939/40 zeigten deutlich, wie erfolgreich eine gut ausgebildete Gebirgstruppe auch zahlenmäßig weit überlegene Gegner bekämpfen konnte. Der Präsident der amerikanischen National Ski Patrol, Charles Minot Dole, bedrängte daraufhin monatelang das United States War Department, um die Bildung eines eigenen Gebirgs- und Ski-Verbandes in der US-Armee zu erreichen. Im September 1940 durfte Dole dann schließlich sein Konzept beim Heeres-Generalstabschef Marshall vorstellen, der daraufhin das 87th Mountain Battalion offiziell am 8. Dezember 1941 aufstellen ließ, das später den Kern der 10th Mountain Division bildete. Die Soldaten des Bataillons wurden von der Ski Patrol in der Wildnis Alaskas ausgebildet. Am 13. Juli 1943 wurde dann in Camp Hale, Colorado, die 10th Light Infantry Division (Alpine) gebildet, die ihre Ausbildung in dem auf 2800 Meter gelegenen Camp fortsetzte. Im Juni 1944 wurde die Division dann nach Texas verlegt, um sich für die in Louisiana stattfindenden Sommermanöver zu akklimatisieren. Am 10. November wurde die Einheit dann in 10th Mountain Division umbenannt und für die Verlegung nach Europa vorbereitet.

### Zweiter Weltkrieg und Kalter Krieg

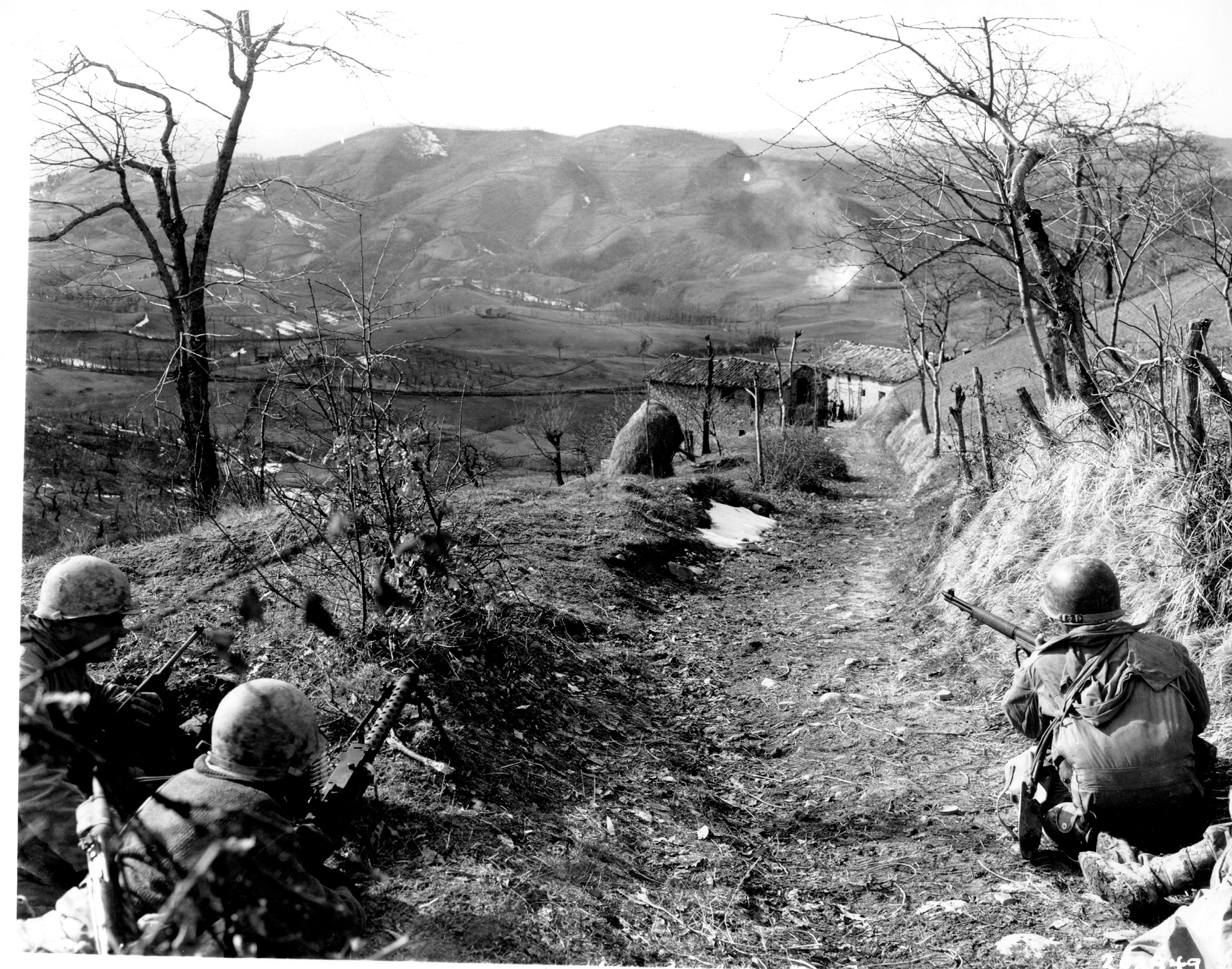
Soldaten der 10th Mountain sichern eine Straße in Italien

Der erste Kampfeinsatz der Division im Zweiten Weltkrieg begann am 28. Januar 1945 im Rahmen der 5. US-Armee in Italien, als sie im nördlichen Apennin die bisher mehrmals erfolglos angegriffene Linie zwischen dem Monte Belvedere und dem Monte della Torraccia eroberte. Einheiten der Division überraschten den Gegner, indem sie in der Nacht einen 500 m hohen Steilhang überwanden und unbemerkt in die deutschen Stellungen eindringen konnten. Mit der Eroberung dieser Stellungen Mitte Februar öffnete die Division der 5. US-Armee den Weg in die Poebene, wo die 10th Mountain als Speerspitze der Armee im Zuge der alliierten Frühjahrsoffensive am 20. April den endgültigen Durchbruch in die Ebene erreichte. Der spätere US-Senator Bob Dole erlitt als junger Leutnant während der Kämpfe in der Poebene schwere Verwundungen durch deutsches MG-Feuer. Am 23. April überquerten die ersten Einheiten des 87th Mountain Battalion in Sturmbooten den Po unter feindlichem Feuer und begannen am Nordufer mit dem Vorstoß in Richtung des Gardasees, dessen Südufer am 27. April erreicht wurde. Damit schnitten sie den Deutschen den Rückzug über den Brennerpass ab. Da die Uferstraßen des Sees aber durch gesprengte Tunnel und andere Sperren unpassierbar waren, setzte die Division mit amphibischen DUKW-Fahrzeugen über den See und befreite am 30. April Riva del Garda und Nago-Torbole am Nordufer. Am 2. Mai 1945 endete in Italien der organisierte Widerstand der deutschen Truppen. Da die 10th Mountain als einer der letzten US-Verbände in den Krieg eintrat, wurde sie auch für die Invasion in Japan eingeplant (die sich dann aber durch die Kapitulation Japans am 15. August 1945 erübrigen sollte). Nach einer kurzen Zeit als Besatzungseinheit in Italien wurde die Division wieder nach Camp Carson verlegt und am 30. November deaktiviert. Während des Krieges waren 992 Angehörige der Division getötet und 4154 verwundet worden.

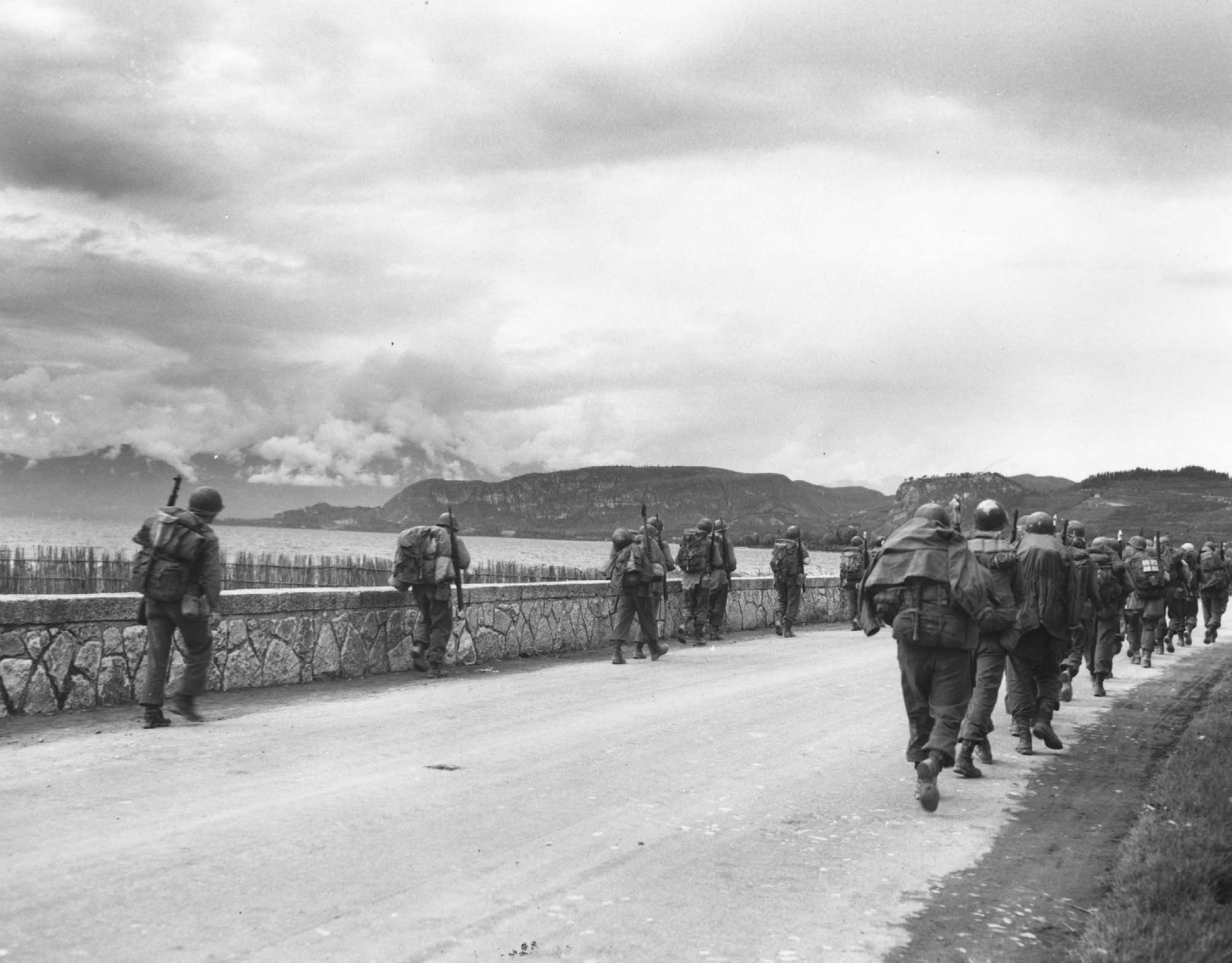
Soldaten der 10th Mountain am Gardasee

Im beginnenden Kalten Krieg wurde die 10th Mountain 1948 als Trainingsdivision wieder aktiviert. In Fort Riley, Kansas, wurden bis 1953 über 123.000 Soldaten durch den nun als 10th Training Division bezeichneten Verband ausgebildet. Im Januar 1954 entschied das Department of the Army, die 10th Infantry wieder als Kampfdivision einzustufen. Deshalb wurde die Trainingsdivision auf Nullstärke zurückgefahren, und Personal der 37th Infantry Division wurde nach Fort Riley verlegt. Als neue 10. US-Infanteriedivision wurde der Verband ab dem 15. Juni 1954 auf seine Verlegung nach Westdeutschland zur 7. US-Armee vorbereitet. Im Rahmen der Operation Gyroscope wurde die Einheit dann als Ersatz für die 1. US-Infanteriedivision nach Würzburg verlegt, wo sie mit 9 Infanteriebataillonen, 4 Artilleriebataillonen und einem Panzerbataillon die Hauptkraft der Verteidigung im Rückraum der südlichen innerdeutschen Grenze bildete. 1958 wurde sie dann von der 3. US-Infanteriedivision abgelöst und nach Fort Benning verlegt, wo sie am 4. Juni deaktiviert wurde.

### 1985 bis heute
Die offizielle Reaktivierung der Division erfolgte am 13. Februar 1985 in Fort Drum als 10th Mountain Division (Light Infantry). Unter dem Kommando von Brigadegeneral William S. Carpenter wurde sie mit leichter Ausrüstung für größere strategische und taktische Mobilität als weltweite schnelle Eingreiftruppe ausgerichtet.
Während der Operation Desert Storm 1991 wurden etwa 1.200 Soldaten in die Golfregion verlegt, als größtes Kontingent das 548th Supply and Services Battalion. An den Kämpfen im Irak nahm die Division nicht teil. Nach dem schweren Hurrikan Andrew im Sommer 1992 leisteten die Soldaten der Division im Süden Floridas humanitäre Hilfe, indem sie Notunterkünfte bauten und bei der Wiederherstellung der Strom- und Wasserversorgung halfen.
Im Dezember 1992 wurde die Division dann nach Somalia verlegt, wo sie im Rahmen der Operation Restore Hope am Wiederaufbau der öffentlichen Ordnung in Mogadischu teilnahm. Die Division war primär an der Verfolgung von Mohammed Farah Aidid beteiligt und führte dazu beispielsweise im Juli 1993 mit dem 41. Brigadepionierbataillon die Operation Michigan durch. Während der sich ab Mai 1993 an doie Operation Restore Hope anschließenden Operation Continue Hope kamen Soldaten der 10th Mountain Division in der Nacht vom 3. auf den 4. Oktober den in Mogadischu festsitzenden Rangers und Soldaten der Delta Force zur Hilfe. Mit dem 2. Bataillon der 22. Infantry kehrte am 12. März 1994 die letzte Einheit der Division aus Somalia zurück.
Als Kern der Multinational Force Haiti im Rahmen der Operation Uphold Democracy (in der Presse manchmal auch Operation Restore Democracy) unternahm die Division am 19. September 1994 von Bord eines Flugzeugträgers der US Navy mit 54 Hubschraubern und über 2000 Soldaten die größte seegestützte Luftoperation der US Army seit dem Doolittle Raid 1942. Ziel der Operation Uphold Democracy auf Haiti war die Stabilisierung des politischen Systems, um Präsident Jean-Bertrand Aristide wieder einzusetzen und die Militärregierung um General Raoul Cédras zu entmachten. Bis zum 15. Januar 1995 hatte die Division das Kommando über die multinationale Truppe inne, dann übergab sie es an die 25. US-Infanteriedivision und kehrte zurück in die Vereinigten Staaten.
Im Frühjahr 1997 wurden die ersten Einheiten der Division nach Bosnien-Herzegowina verlegt, wo Pioniereinheiten an der Instandsetzung von Straßen und Gebäuden mitwirkten. Im Frühjahr 1999 begann die Division dann im Rahmen der Task Force Eagle mit Vorbereitungen zur Verlegung größerer Kontingente nach Bosnien, was ab dem späten Sommer erfolgte. Bis zum Sommer 2000 sicherten etwa 3000 Soldaten der Division den Friedensprozess auf dem Balkan.
Als Präsident Bush nach den Terroranschlägen vom 11. September die Operation Enduring Freedom ausrief, waren Soldaten der 10th Mountain im Dezember 2001 an den wichtigen Operationen in Afghanistan beteiligt und halfen auch bei der Befragung von über 3000 Gefangenen im Sherberghan-Gefängnis. Bei Operationen der Task Force Mountain zerstörten US-Soldaten über 2000 Tonnen Waffen und Munition. Von Mai 2003 an übernahmen Soldaten der Division Aufgaben im Stab der Task Force und trainierten Soldaten der neuen afghanischen Armee.

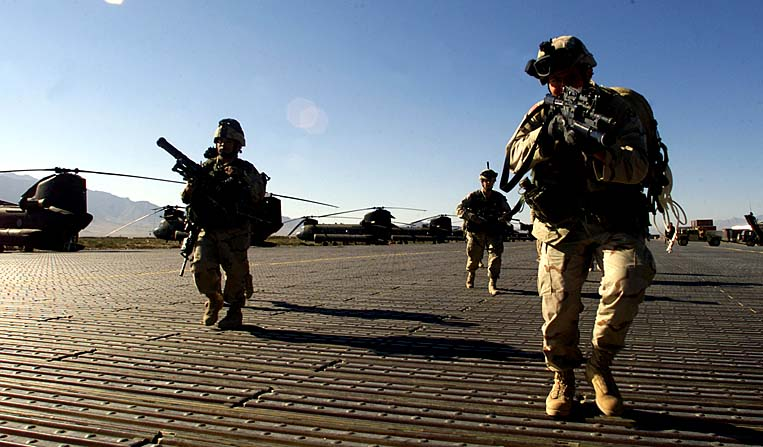
Quick-Reaction-Force-Training der 10th Mountain in Bagram

Während der Operation Iraqi Freedom nahmen Einheiten der 10th Mountain an Operationen im nördlichen Irak teil, aber auch in der Region um Bagdad operierten Einheiten der Division. 2004 begann dann eine groß angelegte Umstrukturierung der Division hin zum neuen modularen Aufbau, den die US-Armee für alle aktiven Divisionen vorsieht. Sieben Elemente der Division wurden deaktiviert, dafür aber 13 neue aktiviert und eingegliedert.

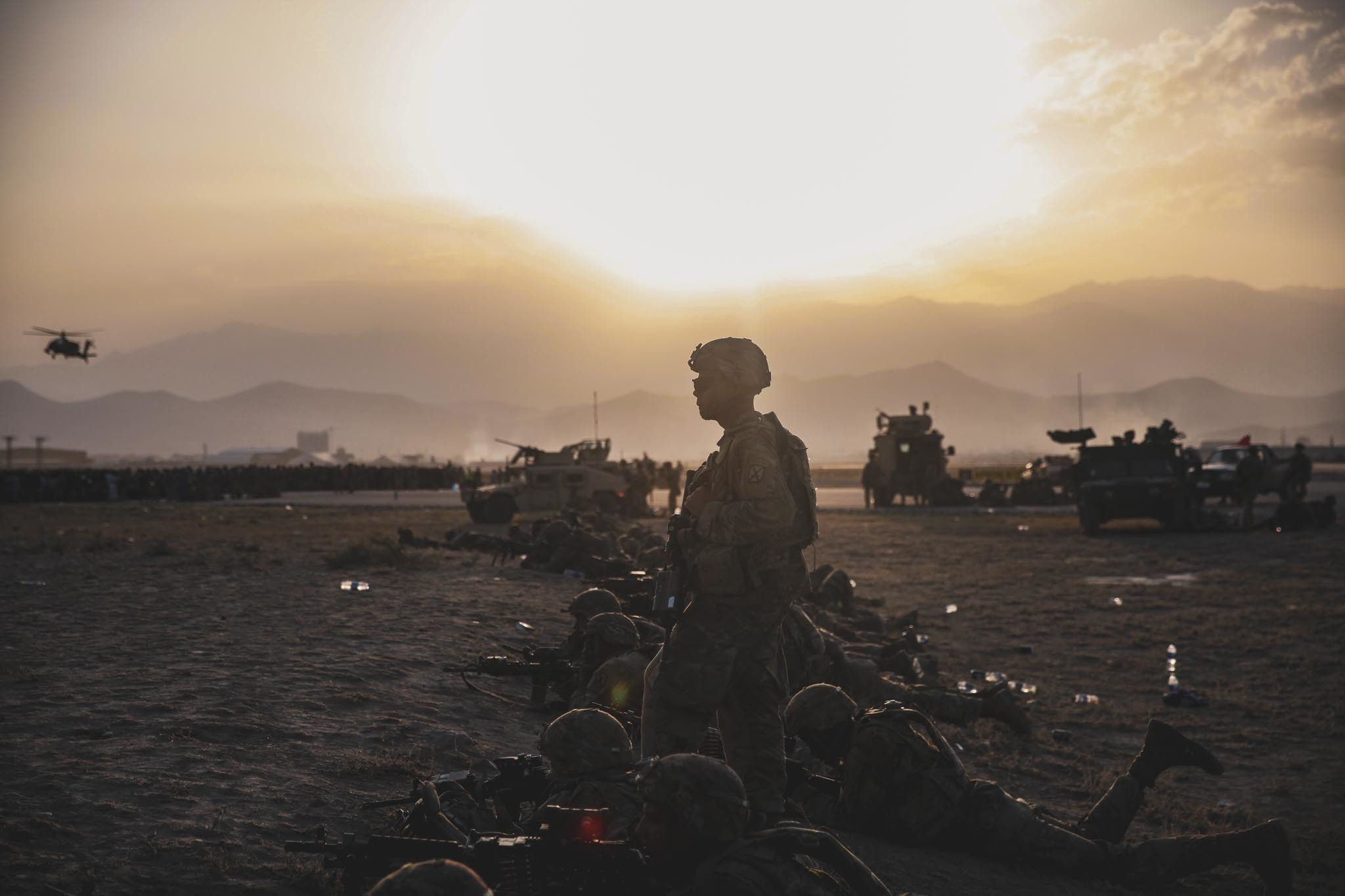
Soldaten der 10th Mountain Division bei der Bewachung der Rollbahn des Flughafens Kabul im Rahmen der Evakuierung von Ausreiseberechtigten im August 2021. Im Hintergrund sind Menschenmengen zu sehen.

Nach dem Vormarsch der Taliban in Afghanistan im Sommer 2021 beteiligte sich die 10. Mountain Division an der Sicherung des Kabuler Flughafens während der Evakuierung von Ausreiseberechtigten.

## Organisation

Organigramm der 10th Mountain Division (Militärische Symbole)

Die Division besteht aktuell aus drei Kampfbrigaden, einer Heeresfliegerbrigade, der Divisionsartillerie und einer Unterstützungsbrigade sowie einem Stabsbataillon.
Zusätzlich ist die auf den Gebirgskampf spezialisierte 86th Infantry Brigade (Vereinigte Staaten) der Nationalgarde unterstellt.
10th Mountain Division Einheiten:
Kampfeinheiten
- 1. Brigade, „Warrior Brigade“ (Infantry Brigade Combat Team (IBCT)), in Fort Drum
  - Stab und Stabskompanie
  - 1-87. Infanteriebataillon
  - 2-22. Infanteriebataillon
  - 1-31. Infanteriebataillon
  - 3-6. Feldartilleriebataillon
  - 7. Brigadepionierbataillon
  - 10. Unterstützungsbataillon
- 2. Brigade, „Commandos“ (Infantry Brigade Combat Team (IBCT)), in Fort Drum
  - Stab und Stabskompanie
  - 2-14. Infanteriebataillon
  - 4-31. Infanteriebataillon
  - 2-87. Infanteriebataillon
  - 2-15. Feldartilleriebataillon
  - 41. Brigadepionierbataillon
  - 210. Unterstützungsbataillon

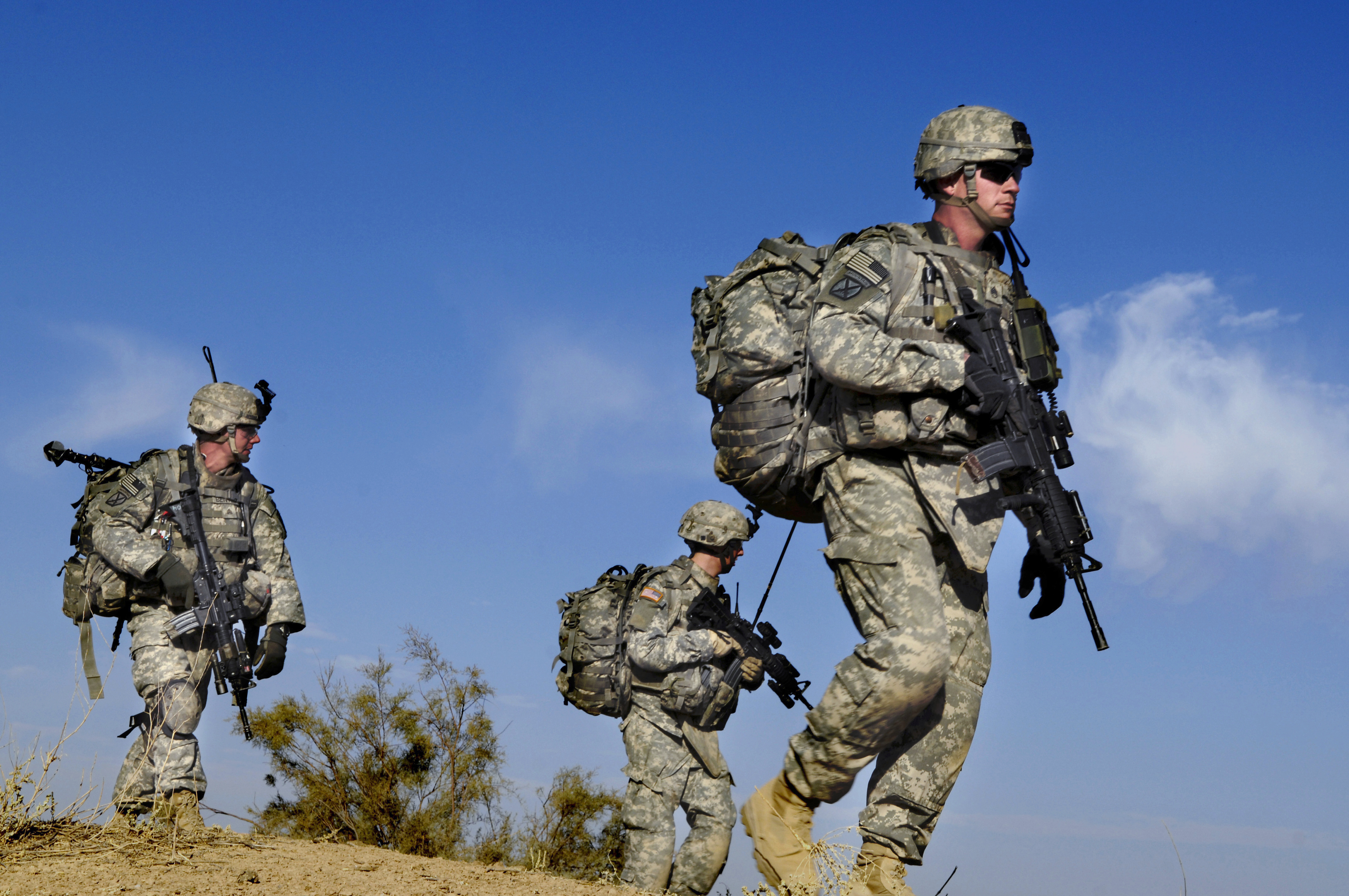
Soldaten der 10th Mountain Division bei Kirkuk im Irak

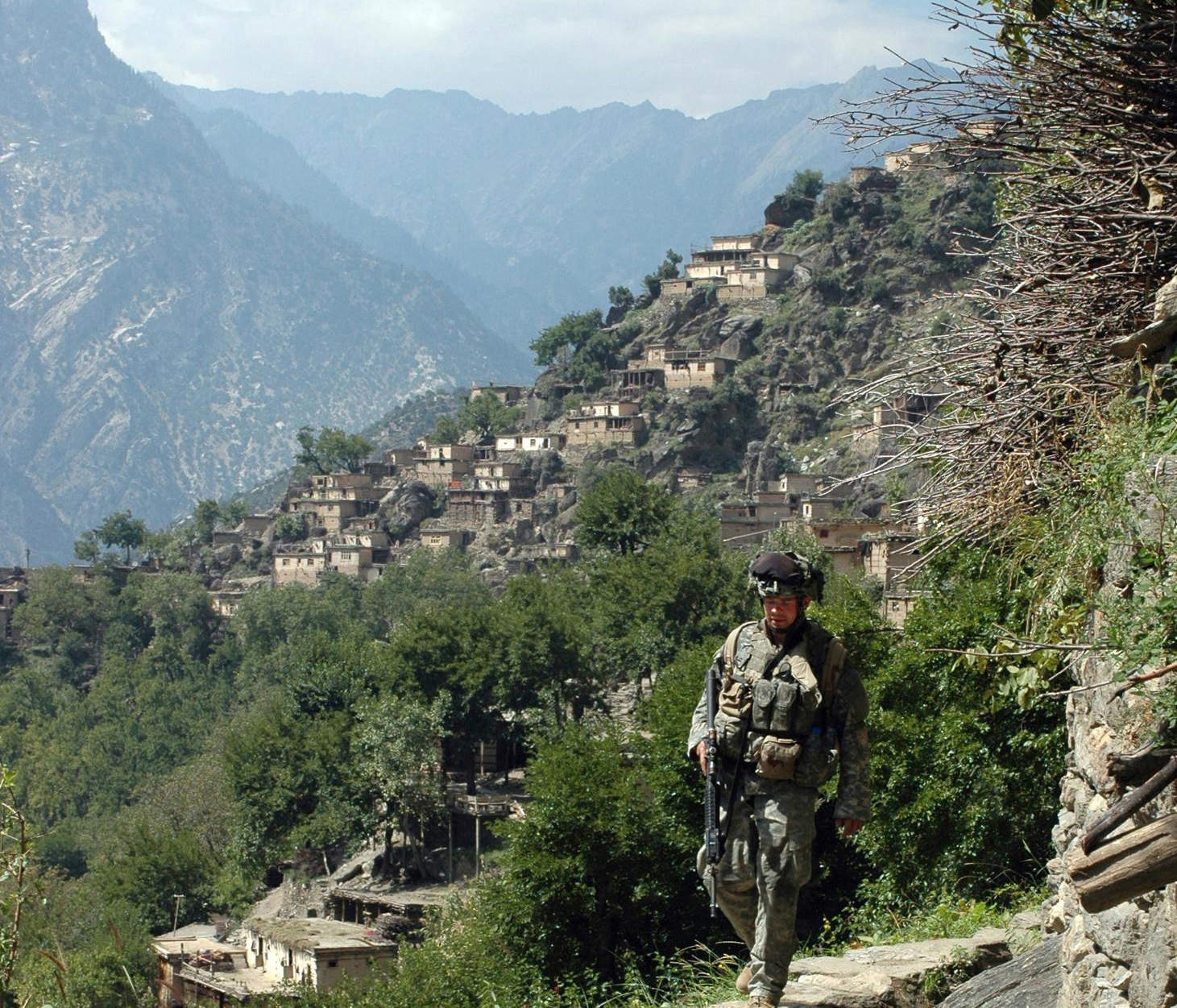
Soldat der 10th Mountain Division auf Patrouille in Aranas, Afghanistan

- 3. Brigade, „Patriots“ (Infantry Brigade Combat Team (IBCT)), in Fort Johnson
  - Stab und Stabskompanie
  - 2-2. Infanteriebataillon
  - 2-4. Infanteriebataillon
  - 2-30. Infanteriebataillon
  - 5-25. Feldartilleriebataillon
  - 317. Brigadepionierbataillon
  - 710. Unterstützungsbataillon

Unterstützungseinheiten
- Divisionsartillerie, in Fort Drum
  - Stab und Stabskompanie
- 10. Heeresfliegerbrigade „Falcons“, in Fort Drum
  - Stab und Stabskompanie
  - 1-10. Heeresfliegerbataillon (AH-64D Longbow Apache)
  - 2-10. Heeresfliegerbataillon
  - 3-10. Heeresfliegerbataillon
  - 6-6. Luftkavalleriebataillon (AH-64D Longbow Apache)
  - 277. Heeresfliegerunterstützungsbataillon
- 10. Unterstützungsbrigade, in Fort Drum
  - Stab und Stabskompanie
  - 548. Kampfunterstützungsbataillon
  - 10. Unterstützungsbataillon

Stabseinheit
- Stabsbataillon in Fort Drum
  - Stab und Stabskompanie
  - MI Bn (Army Intelligence)
  - HHC-Sicherungskompanie

## Abzeichen

### Schulterabzeichen
- Beschreibung: Auf einem fassförmigen blauen Hintergrund von 6,35 cm Höhe und 5,55 cm Breite, umgeben von einem 3 mm breiten weißen Rand, kreuzen sich zwei rote, weiß geränderte Bajonette.
- Symbolik: Die Bajonette und der blaue Hintergrund sind die traditionellen Zeichen der Infanterie, während die gekreuzten Bajonette auch die römische Ziffer „X“ bilden, die die numerische Designation der Division widerspiegelt.
- Geschichte: Ursprünglich am 7. Januar 1944 für die 10. leichte US-Infanteriedivision genehmigt, wurde das Abzeichen 1985 für die Gebirgsdivision übernommen.

### Einheitsabzeichen
- Beschreibung: Auf einem goldfarben emaillierten Abzeichen von 2,85 cm Höhe befindet sich in einem Strahlenkranz ein Berg mit 5 stilisierten Gipfeln, davor eine blaue Welle und zwei rote Schwerter. Eingerahmt wird das Abzeichen vom Schriftzug „Climb to glory“ in blauen Lettern.
- Symbolik: Der Berg und die blaue Welle symbolisieren die Einsätze der Division in Norditalien während des Zweiten Weltkriegs, die gekreuzten Schwerter weisen auf den Kriegseinsatz und die numerische Bezeichnung (römisches „X“) der Division hin. Das Scharlachrot der Schwerter symbolisiert Mut und Gefahr, Blau symbolisiert Standfestigkeit und Loyalität, Gold die hervorragenden Leistungen und Weiß steht für die Spitzen der Berge und damit hohe Ansprüche.
- Geschichte: Das Abzeichen wurde am 30. April 1985 offiziell eingeführt.[3]

## Kommandeure
| Name                      | Beginn der Berufung | Ende der Berufung |
| ------------------------- | ------------------- | ----------------- |
| MG Scott M. Naumann       | Mai 2024            | amtierend         |
| MG Gregory K. Anderson    | September 2022      | Mai 2024          |
| MG Milford H. Beagle Jr.  | Juli 2021           | September 2022    |
| MG Brian Mennes           | Mai 2019            | Juli 2021         |
| MG Walter E. Piatt        | April 2017          | Mai 2019          |
| MG Jeffrey L. Bannister   | März 2015           | April 2017        |
| MG Stephen J. Townsend    | Dezember 2012       | März 2015         |
| MG Mark A. Milley         | November 2011       | Dezember 2012     |
| MG James L. Terry         | September 2009      | November 2011     |
| MG Michael L. Oates       | April 2007          | September 2009    |
| MG Benjamin Freakley      | August 2005         | April 2007        |
| MG Lloyd Austin           | August 2003         | August 2005       |
| MG Franklin L. Hagenbeck  | August 2001         | August 2003       |
| MG James L. Campbell      | März 1998           | August 2001       |
| MG Lawson W. Magruder     | Juli 1997           | März 1998         |
| MG Thomas N. Burnette     | Juli 1995           | Juli 1997         |
| MG David C. Meade         | August 1993         | Juli 1995         |
| MG Steven L. Arnold       | September 1991      | August 1993       |
| MG James R. Ellis         | September 1990      | September 1991    |
| MG Peter J. Boylan        | April 1988          | September 1990    |
| MG Bill Carpenter         | Februar 1985        | April 1988        |
| Einheit inactive          | Juni 1958           | Februar 1985      |
| BG Miller O. Perry        | Mai 1958            | Juni 1958         |
| MG Walter B. Yeager       | Juli 1957           | April 1958        |
| MG Barksdale Hamlett      | April 1956          | Juni 1957         |
| MG George E. Martin       | März 1955           | März 1956         |
| MG Philip De Witt Ginder  | Juni 1954           | März 1955         |
| MG Thomas Leonard Harrold | Januar 1953         | Juni 1954         |
| MG George D. Shea         | November 1951       | Januar 1953       |
| BG Marcus B. Bell         | Mai 1951            | November 1951     |
| MG James Edward Moore     | Oktober 1950        | Mai 1951          |
| MG Lester J. Whitlock     | August 1948         | Oktober 1950      |
| Einheit inactive          | November 1945       | August 1948       |
| MG George P. Hays         | November 1944       | November 1945     |
| MG Lloyd E. Jones         | Juli 1943           | November 1944     |

## Bekannte Angehörige
- Franz Alt (1910–2011), Mathematiker österreichischer Herkunft
- Les AuCoin (* 1942), Politiker
- Bill Bowerman (1911–1999), Leichtathletikcoach, Konstrukteur und Unternehmer
- Don Coryell (1924–2010), American-Football-Trainer
- William Orlando Darby (1911–1945), Offizier der U.S. Army
- Bob Dole (1923–2021), Politiker und Senator
- Francis Low (1921–2007), theoretischer Physiker
- Jared Christopher Monti (1975–2006), Sergeant First Class der United States Army
- Friedl Pfeifer (1911–1995), österreichisch-US-amerikanischer Skirennläufer
- Walter Prager (1910–1984), Schweizer alpiner und nordischer Skiläufer mit US-amerikanischer Staatsangehörigkeit
- Hannes Schneider (1890–1955), österreichischer Skipionier und Schauspieler
- Werner von Trapp und Rupert von Trapp
- Fritz Wiessner (1900–1988), deutsch-amerikanischer Bergsteiger
- Gordon Wren (1919–1999), Skispringer, Skilangläufer, Nordischer Kombinierer und Alpiner Skirennläufer